# Karaté aux Jeux méditerranéens de 2013
Navigation
Édition précédente Édition suivante
Les épreuves de Karaté des jeux méditerranéens se sont déroulées les 28 et 29 juin à la salle  Edip Buran Mersin. 10 épreuves figurent au programme: 5 chez les hommes et 5 chez les femmes, toutes en kumite. 

## Résultats

### Hommes
| Épreuves       | Or                 | Argent                  | Bronze                             |
| Moins de 60 kg | Luca Maresca       | Mohamed Ali             | El Mehdi Benrouida Johan Lopes     |
| Moins de 67 kg | Ömer Kemaloğlu     | Redouan Koussekssou     | Magdy Mohamed Mohamed Boudis       |
| Moins de 75 kg | Serkan Yagci       | Fernando Moreno Paz     | Ahmed Solyman Luigi Busà           |
| Moins de 84 kg | Hany Keshta        | Michail Georgios Tzanos | Nello Maestri Juš Markač           |
| Plus de 84 kg  | Stefano Maniscalco | Enes Erkan              | Massinissa Hamdani Mohanad Mohamed |

### Femmes
| Épreuves       | Or                 | Argent              | Bronze                            |
| Moins de 50 kg | Serap Özçelik      | Areeg Rashed        | Alexandra Recchia Georgia Gargano |
| Moins de 55 kg | Tuba Yenen         | Lucie Ignace        | Marta Armentia Selene Guglielmi   |
| Moins de 61 kg | Giana Lotfy        | Bahar Erşeker       | Lucile Breton Laura Pasqua        |
| Moins de 68 kg | Hafsa Şeyda Burucu | Irene Colomar Costa | Alizée Agier Azra Saleš           |
| Plus de 68 kg  | Meltem Hocaoğlu    | Shaymaa Alsayed     | Nadège Ait Ibrahim Greta Vitelli  |

## Tableau des médailles
| Rang  | Nation   | Or | Argent | Bronze | Total |
| ----- | -------- | -- | ------ | ------ | ----- |
| 1     | Turquie  | 6  | 2      | 0      | 8     |
| 2     | Égypte   | 2  | 3      | 3      | 8     |
| 3     | Italie   | 2  | 0      | 6      | 8     |
| 4     | Espagne  | 0  | 2      | 1      | 3     |
| 5     | France   | 0  | 1      | 5      | 6     |
| 6     | Maroc    | 0  | 1      | 1      | 2     |
| 7     | Grèce    | 0  | 1      | 0      | 1     |
| 8     | Algérie  | 0  | 0      | 2      | 2     |
| 9     | Croatie  | 0  | 0      | 1      | 1     |
| 9     | Slovénie | 0  | 0      | 1      | 1     |
| Total | Total    | 10 | 10     | 20     | 40    |